# Левенцовка (Чутовский район)
Левенцовка (укр. Левенцівка) — село, Ольховатский сельский совет, Чутовский район, Полтавская область, Украина.
Код КОАТУУ — 5325482702. Население по переписи 2001 года составляло 146 человек.

## Географическое положение
Село Левенцовка находится в 3-х км от правого берега реки Орчик, на расстоянии в 0,5 км от села Червоная Поляна, в 3-х км от села Василевка и в 3,5 км от села Ольховатка. По селу протекает пересыхающий ручей с запрудой.